# IC 5109
IC 5109 ist eine Balken-Spiralgalaxie vom Hubble-Typ SBc im Sternbild Pfau am Südsternhimmel. Sie ist schätzungsweise 403 Millionen Lichtjahre von der Milchstraße entfernt.
Das Objekt wurde am 28. September 1900 von DeLisle Stewart entdeckt.